# Motiv (litteratur)
Ett motiv är inom litteraturforskningen ”ett mönster, schema eller ämne för en situation eller handling som går att känna igen från ett textställe till ett annat”.
Ett motiv är en abstraktion. Motivbeteckningen bestäms inte av berättelsens detaljer. Ett eller flera motiv i ett litterärt verk gestaltar ett tema.

## Motiv och tema
Begreppet motiv är lättast att förstå genom att jämföras med tema, som är en annan term inom litteraturforskning, och genom att ge exempel på tema och motiv. Ett tema är en abstrakt formulerad huvudidé eller grundtanke som kan utläsas ur ett verk. Ett tema är ännu mer abstrakt än ett motiv. Ett tema kan gestaltas genom olika motiv.
Tema: människan är grym
Motiv som kan gestalta temat ”människan är grym”: våldsdåd i krig, djurplågeri
Tema: livet är kort
Motiv som kan gestalta temat ”livet är kort”: förvissnande i naturen, en stjärna faller
Tema: orättvisa
Motiv som kan gestalta temat ”orättvisa”: oskyldigt inspärrad, styvbarn behandlas illa
Skillnaden mellan tema och motiv är att ett tema är så abstrakt så att läsaren inte nödvändigtvis associerar olika verk som har samma tema med varandra. Ett motiv är däremot en typsituation, som läsaren troligen känner igen från ett verk till ett annat.

### Huvudmotiv och sidomotiv
Ett verk har vanligen flera motiv, varav ett är huvudmotiv (kan också kallas grundmotiv) och andra motiv är sidomotiv (bimotiv). Odysséen har huvudmotivet ”hemvändandet”, men också sidomotiv som ”besöka hos de döda” och ”den trofast väntande kvinnan”.

## Skillnad mellan svenskspråkigamotivoch engelskspråkigamotif
En skillnad finns mellan svenskspråkiga texter om litteraturforskning och engelskspråkiga texter vad gäller användningen av de liknande orden motiv (svenska) och motif (engelska). Engelskspråkiga definitioner säger ofta att ett ”motif” måste upprepas många gånger inom samma verk, som denna definition: ”A motif is a repeated pattern – an image, sound, word, or symbol that comes back again and again within a particular story.” (Ett motif är ett upprepat mönster – en bild, ett ljud, ett ord, en symbol som återkommer om och om igen i en viss berättelse.)
Denna definition som betonar upprepning inom samma litterära verk har blivit vanlig inom engelskspråkig utbildning och i populära förklaringar av litteraturteoretiska termer. En rådgivare går så här långt: ”A motif must be repeated throughout a text to be considered a motif.” (Ett ”motif” måste upprepas genom ett helt litterärt verk för att uppfylla fordringarna på att vara ett ”motif”.)
En annan sak som utmärker denna spridda engelskspråkiga tolkning av ”motif” är att ett ”motif” är något som kan uppfattas med sinnena, inte en typsituation. Oregon State University lär ut att ”ljus och mörker” vore motiv i novellen Sonny’s Blues av James Baldwin därför att ljus och mörker upprepat nämns i novellen, och gestaltar de två temata ”lidande och frälsning” och ”fångenskap och frihet”.
Avancerad engelskspråkig forskning och standardverk som A dictionary of literary terms and literary theory av J. A. Cuddon använder ofta ordet ”motif” så som svenska auktoriteter definierar ”motiv”.

## Ursprunget till termenmotiv
Ursprungligen var ett motiv något ”som orsakar rörelse”, i litteratur alltså det som fick en person i en berättelse att göra något; ordets etymologiska ursprung är latinets motivus, ”som orsakar rörelse”, av verbet movere (som lånats till engelska i formen move). I dag har termen en mera allmän betydelse.